# Ryuichi Sugiyama
Ryuichi Sugiyama (杉山 隆一 Sugiyama Ryūichi?,  nacido el 4 de julio de 1941 en Shimizu (actualmente Shizuoka), Shizuoka) es un exfutbolista y entrenador japonés que se desempeñaba como delantero. Pasó toda su carrera en el Mitsubishi Motors.
Sugiyama jugó 56 veces y marcó 15 goles para la Selección de fútbol de Japón entre 1961 y 1971. Fue elegido para integrar la selección nacional de Japón para los Juegos Olímpicos de Verano de 1964 y 1968.

## Trayectoria

### Clubes
| Club              | País  | Año         |
| ----------------- | ----- | ----------- |
| Mitsubishi Motors | Japón | 1966 - 1973 |

### Selección nacional
| Selección | País  | Año         |
| --------- | ----- | ----------- |
| Absoluta  | Japón | 1961 - 1971 |

## Estadística de equipo nacional
| Selección de Japón | Selección de Japón | Selección de Japón |
| Año                | Part.              | Goles              |
| ------------------ | ------------------ | ------------------ |
| 1961               | 3                  | 0                  |
| 1962               | 6                  | 0                  |
| 1963               | 5                  | 1                  |
| 1964               | 2                  | 1                  |
| 1965               | 4                  | 3                  |
| 1966               | 6                  | 2                  |
| 1967               | 5                  | 4                  |
| 1968               | 4                  | 1                  |
| 1969               | 4                  | 0                  |
| 1970               | 11                 | 1                  |
| 1971               | 6                  | 2                  |
| Total              | 56                 | 15                 |

## Palmarés

### Títulos nacionales
| Título              | Club              | País  | Año  |
| ------------------- | ----------------- | ----- | ---- |
| Japan Soccer League | Mitsubishi Motors | Japón | 1969 |
| Copa del Emperador  | Mitsubishi Motors | Japón | 1971 |
| Japan Soccer League | Mitsubishi Motors | Japón | 1973 |
| Copa del Emperador  | Mitsubishi Motors | Japón | 1973 |

### Distinciones individuales
| Distinción                                      | Año  |
| ----------------------------------------------- | ---- |
| Japan Soccer League Best XI                     | 1966 |
| Japan Soccer League Best XI                     | 1967 |
| Japan Soccer League Best XI                     | 1968 |
| Japan Soccer League Best XI                     | 1969 |
| Japan Soccer League Best XI                     | 1970 |
| Japan Soccer League Best XI                     | 1971 |
| Japan Soccer League Best XI                     | 1972 |
| Japan Soccer League Best XI                     | 1973 |
| Inducido al Salón de la Fama del fútbol japonés | 2005 |